# غيث بن مبارك الكواري
```

```

غيث بن مبارك بن علي بن عمران الكواري ( ولد عام 1969 في الدوحة , قطر ) هو أكاديمي قطري ووزير وزارة الأوقاف والشؤون الإسلامية السابق. (قطر) 

## السيرة الشخصية
في 2008 عين وزير الأوقاف والشؤون الإسلامية مديراً للتخطيط والمتابعة بوزارة الأوقاف والشؤون الإسلامية وكذلك بين العامين 2006 و 2008، شغل منصب مدير إدارة الدعوة بوزارة الأوقاف والشؤون الإسلامية.
بين الأعوام 1996 و 2000، شغل رئيس قسم الدعوة والإرشاد بوزارة الأوقاف والشؤون الإسلامية.
يحمل وزير الأوقاف والشؤون الإسلامية شهادة البكالوريوس في الشريعة الإسلامية من جامعة الإمام محمد بن سعود الإسلامية في المملكة العربية السعودية. كما يحمل شهادة الماجستير في العلوم الإسلامية من دار الحديث الحسنية في المغرب، وشهادة الدكتوراة في الدراسات الإسلامية من جامعة ابن طفيل في المغرب.

## المسؤوليات
يتولى وزير الأوقاف والشؤون الإسلامية كافة المسؤوليات المتعلقة بوزارة الأوقاف والشؤون الإسلامية، ومن ضمنها:
- نشر الدعوة والثقافة الإسلامية وتنمية الوعي الديني وإظهار أثر الإسلام والقيم الإسلامية في تطور الإنسانية وتقدمها.
- إدارة شؤون الأوقاف وصندوق الزكاة وإقامة المساجد والترخيص بإقامتها والإشراف عليها بما يكفل قيامها بأداء رسالتها على الوجه الأكمل.
- الإهتمام بتعليم القران الكريم والإشراف على أعمال الحج والعمرة.